# NBA最優秀クラッチ選手賞
NBA最優秀クラッチ選手賞（NBA Clutch Player of the Year Award）は、NBAにおいて、試合終盤の「クラッチタイム」と呼ばれる勝敗を左右する場面で最も活躍した選手に贈られる賞。現役時代に「クラッチプレイヤー」と称されていたジェリー・ウェストにちなんで名付けられた。2022-23シーズンより新設され、NBA各チームのヘッドコーチによる投票で選出される。

## 歴代受賞者
|  | NBA現役選手                  |
|  | バスケットボール殿堂入り選手 |

| シーズン | 選手                   | ポジション | 国籍           | チーム                           |
| -------- | ---------------------- | ---------- | -------------- | -------------------------------- |
| 2022-23  | ディアロン・フォックス | PG         | アメリカ合衆国 | サクラメント・キングス           |
| 2023-24  | ステフィン・カリー     | PG         | アメリカ合衆国 | ゴールデンステート・ウォリアーズ |
| 2024-25  | ジェイレン・ブランソン | PG         | アメリカ合衆国 | ニューヨーク・ニックス           |